# Crepuscolo d'amore (film 1928)
Crepuscolo d'amore (Outcast) è un film muto del 1928 diretto da William A. Seiter. Prodotto e distribuito dalla First National, uscì nelle sale il'11 novembre 1928.
Il lavoro teatrale di Hubert Henry Davies (che era stato rappresentato dal novembre 1914 al marzo 1915 al Lyceum Theatre di New York  e da cui è tratta la sceneggiatura di Agnes Christine Johnston), era già stato adattato per lo schermo nel 1922 in Crepuscolo d'amore (Outcast) di Chester Withey. Venne rifatto poi nel 1935 con The Girl from 10th Avenue con Bette Davis e Ian Hunter.

## Produzione
Il film fu prodotto dalla First National Pictures.

## Distribuzione
Distribuito dalla First National Pictures, il film - presentato da Richard A. Rowland - uscì nelle sale cinematografiche statunitensi l'11 novembre 1928.

## Versioni cinematografiche diOutcast
- Outcast, regia di Dell Henderson (1917) - con Anna Murdock e David Powell
- Crepuscolo d'amore (Outcast), regia di Chester Withey (1922) - con Elsie Ferguson e David Powell
- Crepuscolo d'amore (Outcast), regia di William A. Seiter (1928) - con Corinne Griffith e James Ford
- The Girl from 10th Avenue, regia di Alfred E. Green (1935) - con Bette Davis e Ian Hunter